# Opegrapha
Opegrapha Ach. (pismaczek) – rodzaj grzybów z rodziny Opegraphaceae. Zaliczany jest do grupy porostów.

## Systematyka i nazewnictwo
Pozycja w klasyfikacji według Index Fungorum: Opegraphaceae, Arthoniales, Arthoniomycetidae, Arthoniomycetes, Pezizomycotina, Ascomycota, Fungi.
Synonimy nazwy naukowej: Fouragea Trevis., Rc. Ist. Lomb.,
Hysterina (Ach.) Gray,
Leciographa A. Massal.,
Lecoglyphis Clem.,
Mycopegrapha Vain.,
Opegrapha subgen. Hysterina Ach.,
Opegrapha subgen. Sclerographa Vain.,
Opegraphella Müll. Arg.,
Opegraphoidea Fink, in Hedrick,
Opegraphomyces E.A. Thomas ex Cif. & Tomas.,
Phragmographum Henn.,
Phyllographa (Müll. Arg.) Räsänen,
Plagiographis C. Knight & Mitt.,
Sclerographa (Vain.) Zahlbr.,
Xylastra A. Massal.
Nazwa polska według W. Fałtynowicza.

## Gatunki występujące w Polsce
- Opegrapha dolomitica (Arnold) Clauzade & Cl. Roux ex Torrente & Egea 1989 – pismaczek skalny
- Opegrapha rupestris Pers. 1794 – pismaczek naskalny
- Opegrapha vermicellifera (Kunze) J.R. Laundon 1963 – pismaczek pęcherzykowaty
- Opegrapha vulgata (Ach.) Ach. 1803 – pismaczek zwyczajny
- Opegrapha niveoatra (Borrer) J.R. Laundon[4]

Nazwy naukowe na podstawie Index Fungorum. Nazwy polskie według W. Fałtynowicza.